# 쓰루이촌 (효고현)
쓰루이촌(일본어: 鶴居村)은 일본 효고현 남서부, 간자키군에 속해있던 촌이다. 현재의 이치카와정 북서부에 해당한다.